# Grand Prix Formule 1 van Saoedi-Arabië
De Grand Prix van Saoedi-Arabië is een Formule 1-race. De eerste editie was op 5 december 2021 in Jeddah aan de Rode Zee. De race wordt geheel bij nacht verreden.

## Geschiedenis
De Grand Prix van Saoedi-Arabië verscheen voor het eerst in oktober 2020 op de voorlopige Formule 1-kalender. In november 2020 werd aangekondigd dat de stad Jeddah de eerste editie mocht organiseren. Het Jeddah Corniche Circuit, een stratencircuit van 6,175 km, ligt langs de oevers van de Rode Zee.
In augustus 2019 werden de plannen voor de bouw van een motorsportcomplex in de stad Qiddiya bij Riyad openbaar gemaakt. Het project werd bedacht door een motorsportadviesbureau onder leiding van de voormalige Formule 1-coureur Alexander Wurz, met als doel een circuit van wereldklasse te creëren dat alle FIA-categorieën kan herbergen en langer is dan het tot nu toe langste circuit van Spa-Francorchamps. In januari 2020 werden de plannen officieel bevestigd. Het parcours werd ontworpen volgens de FIA-normen. Verwacht werd dat het circuit klaar zou zijn voor een F1-race in 2023, maar uiteindelijk werd de eerste F1-race al in 2021 verreden.

## Winnaars van de Grands Prix
| Jaar | Coureur        | Constructeur               | Locatie | Verslag |
| ---- | -------------- | -------------------------- | ------- | ------- |
| 2025 | Oscar Piastri  | McLaren-Mercedes           | Jeddah  | Verslag |
| 2024 | Max Verstappen | Red Bull Racing-Honda RBPT | Jeddah  | Verslag |
| 2023 | Sergio Pérez   | Red Bull Racing-Honda RBPT | Jeddah  | Verslag |
| 2022 | Max Verstappen | Red Bull Racing-RBPT       | Jeddah  | Verslag |
| 2021 | Lewis Hamilton | Mercedes                   | Jeddah  | Verslag |

2021 · 2022 · 2023 · 2024 · 2025